# Junín (jezioro)
Junín (hiszp. Lago Junín, keczua: Chinchayqucha) – drugie najstarsze peruwiańskie jezioro (po Titicaca).

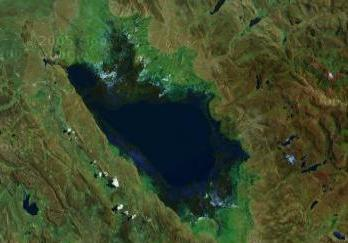
Widok satelitarny na jezioro